# Coupe de Pologne de football 2009-2010
Navigation
Édition précédente Édition suivante
La Coupe de Pologne 2009-2010 (Puchar Polski 2009-2010 en polonais) est la cinquante-sixième édition de la Coupe de Pologne. Le Lech Poznań a mis son titre en jeu pour la cinquième fois de son histoire. 
Le Jagiellonia Białystok, vainqueur pour la première fois de son histoire de l'épreuve aux dépens du Pogoń Szczecin, s'est qualifié pour le troisième tour préliminaire de la Ligue Europa 2010-2011.

## Déroulement de la compétition
Le système est le même que celui utilisé les années précédentes.
Cette page ne présente les résultats qu'à partir du premier tour. 

## Nombre d'équipes par division et par tour
| Divisions / Manches                   | Tour prélim. (26 matches) | 2e Tour prélim. (14 matches) | 1er tour (16 matches) | Seizièmes de finale | Huitièmes de finale | Quarts de finale | Demi- finales | Finale |
| ------------------------------------- | ------------------------- | ---------------------------- | --------------------- | ------------------- | ------------------- | ---------------- | ------------- | ------ |
| Ekstraklasa 16 équipes                | non présents              | non présents                 | 2 (14 exemptés)       | 15                  | 10                  | 6                | 3             | 1      |
| I Liga 18 équipes                     |                           | 3                            | 14                    | 7                   | 3                   | 1                | 1             | 1      |
| II Liga 36 équipes (2 groupes)        |                           | 12                           | 10                    | 8                   | 2                   | 1                |               |        |
| III Liga 129 équipes (8 groupes)      |                           | 6                            | 2                     |                     |                     |                  |               |        |
| IV Liga                               |                           | 1                            | 1                     | 1                   |                     |                  |               |        |
| V Liga                                |                           |                              |                       |                     |                     |                  |               |        |
| Klasa okręgowa                        |                           | 1                            | 1                     | 1                   | 1                   |                  |               |        |
| Młoda Ekstraklasa 16 équipes réserves |                           | 1                            |                       |                     |                     |                  |               |        |
| Total                                 |                           | 24                           | 30                    | 32                  | 16                  | 8                | 4             | 2      |

## Le parcours des clubs de première division
Les clubs promus d'Ekstraklasa font leur entrée dans la compétition lors du premier tour. Les autres commencent la coupe au tour suivant.

Voici leur parcours respectif :
| Club                  | Saison 2008-2009    | Parcours de la saison 2009-2010                             |
| --------------------- | ------------------- | ----------------------------------------------------------- |
| Lech Poznań           | Vainqueur           | 16e de finale - Éliminé par le Stal Stalowa Wola (D2)       |
| Ruch Chorzów          | Finaliste           | Demi-finale - Éliminé par le Pogoń Szczecin (D2)            |
| Legia Varsovie        | Demi-finale         | Quart de finale - Éliminé par le Ruch Chorzów (D1)          |
| Polonia Varsovie      | Demi-finale         | 16e de finale - Éliminé par le Pogoń Szczecin (D2)          |
| Wisła Cracovie        | Quart de finale     | Quart de finale - Éliminé par le Lechia Gdańsk (D1)         |
| KS Cracovia           | Quart de finale     | 8e de finale - Éliminé par le Legia Varsovie (D1)           |
| Zagłębie Lubin        | Quart de finale     | 1er tour - Éliminé par le Piast Kobylin (D5)                |
| Jagiellonia Białystok | Huitièmes de finale | Vainqueur - Bat le Pogoń Szczecin (D2)                      |
| Odra Wodzisław Śląski | Huitièmes de finale | 8e de finale - Éliminé par le Lechia Gdańsk (D1)            |
| Arka Gdynia           | Seizièmes de finale | 8e de finale - Éliminé par le Jagiellonia Białystok (D1)    |
| GKS Bełchatów         | Seizièmes de finale | 16e de finale - Éliminé par le Korona Kielce (D1)           |
| Korona Kielce         | Seizièmes de finale | Quart de finale - Éliminé par le Jagiellonia Białystok (D1) |
| Lechia Gdańsk         | Seizièmes de finale | Demi-finale - Éliminé par le Jagiellonia Białystok (D1)     |
| Piast Gliwice         | Seizièmes de finale | 8e de finale - Éliminé par le Pogoń Szczecin (D2)           |
| Polonia Bytom         | Seizièmes de finale | 16e de finale - Éliminé par le Bytovia II Bytów (D7)        |
| Śląsk Wrocław         | 1er tour            | 16e de finale - Éliminé par le Dolcan Ząbki (D2)            |

## Compétition

### Premier tour
Les matches ont eu lieu les 25 et 26 août 2009.
| Club (division)                                           | Score         | Club (division)                 | Note(s)    |
| --------------------------------------------------------- | ------------- | ------------------------------- | ---------- |
| Zagłębie Sosnowiec (D3)                                   | 2–0           | Flota Świnoujście (D2)          |            |
| Pogoń Szczecin (D2)                                       | 2–0           | Motor Lublin (D2)               |            |
| GKS Tychy (D3)                                            | 1–1 (3–2 tab) | Górnik Łęczna (D2)              |            |
| Polonia Słubice (D3)                                      | 3–1           | GKS Katowice (D2)               |            |
| Piast Kobylin (D5)                                        | 3–1           | Zagłębie Lubin (D1)             |            |
| Hetman Zamość (D3)                                        | 1–1 (5–4 tab) | Warta Poznań (D2)               |            |
| Bytovia II Bytów (D7)                                     | 1–0           | Tur Turek (D3)                  |            |
| Ruch Zdzieszowice (D4)                                    | 0–3           | Dolcan Ząbki (D2)               |            |
| Olimpia Grudziądz (D3)                                    | 3–0           | Kmita Zabierzów (D4)            | [ Note 1 ] |
| Nielba Wągrowiec (D3)                                     | 3–1           | Znicz Pruszków (D2)             |            |
| Ruch Radzionków (D3)                                      | 0–1           | Korona Kielce (D1)              |            |
| MKS Kluczbork (D2)                                        | 0–0 (2–3 tab) | GKP Gorzów Wielkopolski (D2)    |            |
| Start Otwock (D3)                                         | 2–1           | Podbeskidzie Bielsko-Biała (D2) |            |
| Stal Stalowa Wola (D2)                                    | 2–1           | Wisła Płock (D2)                |            |
| GKS Jastrzębie (D3)                                       | 3–4           | Widzew Łódź (D2)                |            |
| L'Okocimski KS Brzesko (D3) est qualifié automatiquement. |               |                                 |            |

### Seizièmes de finale
Le tirage au sort a eu lieu le 1er septembre. Les matches ont eu lieu les 22 et 23 septembre 2009, lorsqu'aucune contre-indication ne figure à côté du score.
| Club (division)              | Score         | Club (division)            | Note(s)    |
| ---------------------------- | ------------- | -------------------------- | ---------- |
| Okocimski KS Brzesko (D3)    | 1–2           | Arka Gdynia (D1)           |            |
| Pogoń Szczecin (D2)          | 2–0           | Polonia Varsovie (D1)      | [ Note 2 ] |
| Olimpia Grudziądz (D3)       | 1–2           | Odra Wodzisław Śląski (D1) |            |
| Zagłębie Sosnowiec (D3)      | 2–0           | Górnik Zabrze (D2)         |            |
| Start Otwock (D3)            | 3–2           | ŁKS Łódź (D2)              |            |
| Bytovia II Bytów (D7)        | 2–1           | Polonia Bytom (D1)         |            |
| GKP Gorzów Wielkopolski (D2) | 0–2           | Legia Varsovie (D1)        | [ Note 2 ] |
| Hetman Zamość (D3)           | 0–3           | Wisła Cracovie (D1)        |            |
| Nielba Wągrowiec (D3)        | 1–3           | Lechia Gdańsk (D1)         | [ Note 2 ] |
| Piast Kobylin (D5)           | 1–1 (2-4 tab) | KS Cracovia (D1)           |            |
| Polonia Słubice (D3)         | 1–2           | Piast Gliwice (D1)         |            |
| GKS Tychy (D3)               | 0–1 (ap)      | Jagiellonia Białystok (D1) |            |
| Dolcan Ząbki (D2)            | 1–1 (5-4 tab) | Śląsk Wrocław (D1)         |            |
| Korona Kielce (D1)           | 3–1           | GKS Bełchatów (D1)         |            |
| Stal Stalowa Wola (D2)       | 4–1           | Lech Poznań (D1)           | [ Note 2 ] |
| Widzew Łódź (D2)             | 0–1           | Ruch Chorzów (D1)          |            |

### Huitièmes de finale
Le tirage au sort a eu lieu le 6 octobre à 19h00, sur le plateau de la chaîne TVP Sport. Les matches ont eu lieu les 27 et 28 octobre 2009, lorsqu'aucune contre-indication ne figure à côté du score.
| Club (division)         | Score    | Club (division)            | Note(s)    |
| ----------------------- | -------- | -------------------------- | ---------- |
| Start Otwock (D3)       | 0–1      | Ruch Chorzów (D1)          |            |
| Legia Varsovie (D1)     | 2–0 (ap) | KS Cracovia (D1)           | [ Note 3 ] |
| Lechia Gdańsk (D1)      | 1–0      | Odra Wodzisław Śląski (D1) | [ Note 3 ] |
| Bytovia II Bytów (D7)   | 0–2      | Wisła Cracovie (D1)        |            |
| Dolcan Ząbki (D2)       | 3–4 (ap) | Korona Kielce (D1)         |            |
| Arka Gdynia (D1)        | 0–2 (ap) | Jagiellonia Białystok (D1) | [ Note 3 ] |
| Zagłębie Sosnowiec (D3) | 3–0      | Stal Stalowa Wola (D2)     |            |
| Pogoń Szczecin (D2)     | 2–0      | Piast Gliwice (D1)         |            |

### Quarts de finale
Le tirage au sort a eu lieu le 30 novembre à 19h00, sur le plateau de la chaîne TVP Sport. Les matches ont eu lieu les 16 et 17 mars, et les 23 et 24 mars 2010.
| Équipe 1                | Aller | Total | Retour   | Équipe 2                   | Note(s)    |
| ----------------------- | ----- | ----- | -------- | -------------------------- | ---------- |
| Ruch Chorzów (D1)       | 1–0   | 2–2   | 1–2 (ap) | Legia Varsovie (D1)        | [ Note 4 ] |
| Lechia Gdańsk (D1)      | 0–0   | 3–1   | 3–1      | Wisła Cracovie (D1)        |            |
| Korona Kielce (D1)      | 3–1   | 3–4   | 0–3      | Jagiellonia Białystok (D1) |            |
| Zagłębie Sosnowiec (D3) | 0–3   | 1–4   | 1–1      | Pogoń Szczecin (D2)        |            |

### Demi-finales
Le tirage au sort a eu lieu le 25 mars à 20h00, sur le plateau de la chaîne TVP Sport. Les matches ont eu lieu les 6 avril et 4 mai 2010.
| Équipe 1           | Aller | Total | Retour | Équipe 2                   | Note(s) |
| ------------------ | ----- | ----- | ------ | -------------------------- | ------- |
| Lechia Gdańsk (D1) | 1–2   | 2–3   | 1–1    | Jagiellonia Białystok (D1) | ,       |
| Ruch Chorzów (D1)  | 1–1   | 1–1   | 0–0    | Pogoń Szczecin (D2)        | ,       |

### Finale
| Samedi 22 mai 2010, | Pogoń Szczecin | 0–1 | Jagiellonia Białystok | Stade Zdzisław-Krzyszkowiak, Bydgoszcz        |                                               |
| 15:30               |                |     | Skerla 49e            | Spectateurs : 13 300 Arbitrage : Robert Małek | Spectateurs : 13 300 Arbitrage : Robert Małek |
| 15:30               | Rapport        |     |                       | Spectateurs : 13 300 Arbitrage : Robert Małek | Spectateurs : 13 300 Arbitrage : Robert Małek |

## Tableau final
|  | Huitièmes de finale   | Huitièmes de finale    | Huitièmes de finale |                    |   | Quarts de finale       | Quarts de finale       | Quarts de finale       |  |  | Demi-finales    | Demi-finales    | Demi-finales    |  |  | Finale                      | Finale                      |
|  |                       |                        |                     |                    |   |                        |                        |                        |  |  |                 |                 |                 |  |  |                             |                             |
|  | 28 octobre 2009       | 28 octobre 2009        | 28 octobre 2009     |                    |   | 16 mars - 23 mars 2010 | 16 mars - 23 mars 2010 | 16 mars - 23 mars 2010 |  |  | 6 avril - 4 mai | 6 avril - 4 mai | 6 avril - 4 mai |  |  | Stade Zdzisław-Krzyszkowiak | Stade Zdzisław-Krzyszkowiak |
|  | 28 octobre 2009       | 28 octobre 2009        | 28 octobre 2009     |                    |   | 16 mars - 23 mars 2010 | 16 mars - 23 mars 2010 | 16 mars - 23 mars 2010 |  |  | 6 avril - 4 mai | 6 avril - 4 mai | 6 avril - 4 mai |  |  | Stade Zdzisław-Krzyszkowiak | Stade Zdzisław-Krzyszkowiak |
|  | Start Otwock          | 0                      | -                   |                    |   | 16 mars - 23 mars 2010 | 16 mars - 23 mars 2010 | 16 mars - 23 mars 2010 |  |  | 6 avril - 4 mai | 6 avril - 4 mai | 6 avril - 4 mai |  |  | Stade Zdzisław-Krzyszkowiak | Stade Zdzisław-Krzyszkowiak |
|  | Start Otwock          | 0                      | -                   |                    |   | 16 mars - 23 mars 2010 | 16 mars - 23 mars 2010 | 16 mars - 23 mars 2010 |  |  | 6 avril - 4 mai | 6 avril - 4 mai | 6 avril - 4 mai |  |  | Stade Zdzisław-Krzyszkowiak | Stade Zdzisław-Krzyszkowiak |
|  | Ruch Chorzów          | 1                      | -                   |                    |   | 16 mars - 23 mars 2010 | 16 mars - 23 mars 2010 | 16 mars - 23 mars 2010 |  |  | 6 avril - 4 mai | 6 avril - 4 mai | 6 avril - 4 mai |  |  | Stade Zdzisław-Krzyszkowiak | Stade Zdzisław-Krzyszkowiak |
|  | Ruch Chorzów          | 1                      | -                   | Ruch Chorzów       | 1 | 1                      |                        |                        |  |  | 6 avril - 4 mai | 6 avril - 4 mai | 6 avril - 4 mai |  |  | Stade Zdzisław-Krzyszkowiak | Stade Zdzisław-Krzyszkowiak |
|  | 25 novembre 2009      |                        |                     | Ruch Chorzów       | 1 | 1                      |                        |                        |  |  | 6 avril - 4 mai | 6 avril - 4 mai | 6 avril - 4 mai |  |  | Stade Zdzisław-Krzyszkowiak | Stade Zdzisław-Krzyszkowiak |
|  |                       | Legia Varsovie         | 0                   | 2                  |   |                        |                        |                        |  |  | 6 avril - 4 mai | 6 avril - 4 mai | 6 avril - 4 mai |  |  | Stade Zdzisław-Krzyszkowiak | Stade Zdzisław-Krzyszkowiak |
|  | Legia Varsovie        | Legia Varsovie         | 0                   | 2                  | 2 | -                      |                        |                        |  |  | 6 avril - 4 mai | 6 avril - 4 mai | 6 avril - 4 mai |  |  | Stade Zdzisław-Krzyszkowiak | Stade Zdzisław-Krzyszkowiak |
|  | Legia Varsovie        | 16 mars - 24 mars 2010 |                     |                    | 2 | -                      |                        |                        |  |  | 6 avril - 4 mai | 6 avril - 4 mai | 6 avril - 4 mai |  |  | Stade Zdzisław-Krzyszkowiak | Stade Zdzisław-Krzyszkowiak |
|  | KS Cracovia           | 0                      | -                   |                    |   |                        |                        |                        |  |  | 6 avril - 4 mai | 6 avril - 4 mai | 6 avril - 4 mai |  |  | Stade Zdzisław-Krzyszkowiak | Stade Zdzisław-Krzyszkowiak |
|  | KS Cracovia           | 0                      | -                   | Ruch Chorzów       | 1 | 0                      |                        |                        |  |  |                 |                 |                 |  |  | Stade Zdzisław-Krzyszkowiak | Stade Zdzisław-Krzyszkowiak |
|  | 27 octobre 2009       |                        |                     | Ruch Chorzów       | 1 | 0                      |                        |                        |  |  |                 |                 |                 |  |  | Stade Zdzisław-Krzyszkowiak | Stade Zdzisław-Krzyszkowiak |
|  |                       | Pogoń Szczecin         | 1                   | 0                  |   |                        |                        |                        |  |  |                 |                 |                 |  |  | Stade Zdzisław-Krzyszkowiak | Stade Zdzisław-Krzyszkowiak |
|  | Zagłębie Sosnowiec    | Pogoń Szczecin         | 1                   | 0                  | 3 | -                      |                        |                        |  |  |                 |                 |                 |  |  | Stade Zdzisław-Krzyszkowiak | Stade Zdzisław-Krzyszkowiak |
|  | Zagłębie Sosnowiec    | 6 avril - 4 mai        |                     |                    | 3 | -                      |                        |                        |  |  |                 |                 |                 |  |  | Stade Zdzisław-Krzyszkowiak | Stade Zdzisław-Krzyszkowiak |
|  | Stal Stalowa Wola     | 0                      | -                   |                    |   |                        |                        |                        |  |  |                 |                 |                 |  |  | Stade Zdzisław-Krzyszkowiak | Stade Zdzisław-Krzyszkowiak |
|  | Stal Stalowa Wola     | 0                      | -                   | Zagłębie Sosnowiec | 0 | 1                      |                        |                        |  |  |                 |                 |                 |  |  | Stade Zdzisław-Krzyszkowiak | Stade Zdzisław-Krzyszkowiak |
|  | 27 octobre 2009       |                        |                     | Zagłębie Sosnowiec | 0 | 1                      |                        |                        |  |  |                 |                 |                 |  |  | Stade Zdzisław-Krzyszkowiak | Stade Zdzisław-Krzyszkowiak |
|  |                       | Pogoń Szczecin         | 3                   | 1                  |   |                        |                        |                        |  |  |                 |                 |                 |  |  | Stade Zdzisław-Krzyszkowiak | Stade Zdzisław-Krzyszkowiak |
|  | Pogoń Szczecin        | Pogoń Szczecin         | 3                   | 1                  | 2 | -                      |                        |                        |  |  |                 |                 |                 |  |  | Stade Zdzisław-Krzyszkowiak | Stade Zdzisław-Krzyszkowiak |
|  | Pogoń Szczecin        | 17 mars - 23 mars 2010 |                     |                    | 2 | -                      |                        |                        |  |  |                 |                 |                 |  |  | Stade Zdzisław-Krzyszkowiak | Stade Zdzisław-Krzyszkowiak |
|  | Piast Gliwice         | 0                      | -                   |                    |   |                        |                        |                        |  |  |                 |                 |                 |  |  | Stade Zdzisław-Krzyszkowiak | Stade Zdzisław-Krzyszkowiak |
|  | Piast Gliwice         | 0                      | -                   | Pogoń Szczecin     | 0 |                        |                        |                        |  |  |                 |                 |                 |  |  |                             |                             |
|  | 11 novembre 2009      |                        |                     | Pogoń Szczecin     | 0 |                        |                        |                        |  |  |                 |                 |                 |  |  |                             |                             |
|  |                       | Jagiellonia Białystok  | 1                   |                    |   |                        |                        |                        |  |  |                 |                 |                 |  |  |                             |                             |
|  | Lechia Gdańsk         | Jagiellonia Białystok  | 1                   | 1                  | - |                        |                        |                        |  |  |                 |                 |                 |  |  |                             |                             |
|  | Lechia Gdańsk         |                        |                     | 1                  | - |                        |                        |                        |  |  |                 |                 |                 |  |  |                             |                             |
|  | Odra Wodzisław Śląski | 0                      | -                   |                    |   |                        |                        |                        |  |  |                 |                 |                 |  |  |                             |                             |
|  | Odra Wodzisław Śląski | 0                      | -                   | Lechia Gdańsk      | 0 | 3                      |                        |                        |  |  |                 |                 |                 |  |  |                             |                             |
|  | 27 octobre 2009       |                        |                     | Lechia Gdańsk      | 0 | 3                      |                        |                        |  |  |                 |                 |                 |  |  |                             |                             |
|  |                       | Wisła Cracovie         | 0                   | 1                  |   |                        |                        |                        |  |  |                 |                 |                 |  |  |                             |                             |
|  | Bytovia II Bytów      | Wisła Cracovie         | 0                   | 1                  | 0 | -                      |                        |                        |  |  |                 |                 |                 |  |  |                             |                             |
|  | Bytovia II Bytów      | 17 mars - 24 mars 2010 |                     |                    | 0 | -                      |                        |                        |  |  |                 |                 |                 |  |  |                             |                             |
|  | Wisła Cracovie        | 2                      | -                   |                    |   |                        |                        |                        |  |  |                 |                 |                 |  |  |                             |                             |
|  | Wisła Cracovie        | 2                      | -                   | Lechia Gdańsk      | 1 | 1                      |                        |                        |  |  |                 |                 |                 |  |  |                             |                             |
|  | 27 octobre 2009       |                        |                     | Lechia Gdańsk      | 1 | 1                      |                        |                        |  |  |                 |                 |                 |  |  |                             |                             |
|  |                       | Jagiellonia Białystok  | 2                   | 1                  |   |                        |                        |                        |  |  |                 |                 |                 |  |  |                             |                             |
|  | Dolcan Ząbki          | Jagiellonia Białystok  | 2                   | 1                  | 3 | -                      |                        |                        |  |  |                 |                 |                 |  |  |                             |                             |
|  | Dolcan Ząbki          |                        |                     |                    | 3 | -                      |                        |                        |  |  |                 |                 |                 |  |  |                             |                             |
|  | Korona Kielce         | 4                      | -                   |                    |   |                        |                        |                        |  |  |                 |                 |                 |  |  |                             |                             |
|  | Korona Kielce         | 4                      | -                   | Korona Kielce      | 3 | 0                      |                        |                        |  |  |                 |                 |                 |  |  |                             |                             |
|  | 3 novembre 2009       |                        |                     | Korona Kielce      | 3 | 0                      |                        |                        |  |  |                 |                 |                 |  |  |                             |                             |
|  |                       | Jagiellonia Białystok  | 1                   | 3                  |   |                        |                        |                        |  |  |                 |                 |                 |  |  |                             |                             |
|  | Arka Gdynia           | Jagiellonia Białystok  | 1                   | 3                  | 0 | -                      |                        |                        |  |  |                 |                 |                 |  |  |                             |                             |
|  | Arka Gdynia           |                        |                     |                    | 0 | -                      |                        |                        |  |  |                 |                 |                 |  |  |                             |                             |
|  | Jagiellonia Białystok | 2                      | -                   |                    |   |                        |                        |                        |  |  |                 |                 |                 |  |  |                             |                             |
|  | Jagiellonia Białystok | 2                      | -                   |                    |   |                        |                        |                        |  |  |                 |                 |                 |  |  |                             |                             |